# کاژیمیش ویخنیاش
کاژیمیش ویخنیاش (لهستانی: Kazimierz Wichniarz؛ ‏ تلفظ لهستانی: [kaˈʑimjɛʂ]؛ ‏ ۱۸ ژانویهٔ ۱۹۱۵ – ۲۶ ژوئن ۱۹۹۵) بازیگر اهل لهستان بود.
از فیلم‌ها یا برنامه‌های تلویزیونی که وی در آن نقش داشته‌است، می‌توان به شیطان در کلاس هفتم، ازدواج مصلحتی، سیل، خرده‌دهقانان، یک نسل، سرزمین موعود، ترانه‌های ممنوعه و خوبال اشاره کرد.
وی همچنین برندهٔ جوایزی همچون نشان افتخار تولد لهستان، صلیب شایستگی، نشان چهلمین سالگرد خلق لهستان و نشان دهمین سالگرد خلق لهستان شده‌است.